# コキンバイ
コキンバイ（小金梅、学名：Geum ternatum）はバラ科ダイコンソウ属の多年草。別名、エゾキンバイ。同科コキンバイ属- Waldsteinia Willd. に分類される場合がある。

## 特徴
地中で細い根茎がはい、伸長する。葉は根茎の先端から長さ5-10cmになる葉柄を出し、先に3出複葉をつける。頂小葉は長さ2-3cmの菱状倒卵形で浅く3裂し、縁は欠刻と鋸歯があり、側小葉はゆがんだ卵型になる。葉の両面に毛がある。葉柄の基部となる根茎の先端に革質の托葉があり、鱗片状になり、後にも残る。
花期は5-6月。根茎の先端から花茎が伸び、高さは10-20cmになり、しばしば分枝し、先端に黄色の花をつける。花茎には苞葉が数個つく。花弁は5個で平開し、花の径は2cmになる。萼裂片は5個で披針形、副萼片は5個で萼裂片より小さい。雄蕊は多数。花柱は5個内外。果実は痩果で倒卵形となり、長さ3-4mmで白毛が多い。

## 分布と生育環境
日本では、北海道、本州中部地方以北に分布し、山地のブナ帯より高い森林の開いた土地に生育する。世界では、朝鮮、樺太、中国東北部、ウスリー、アムール、シベリア東部に分布する。

## 和名の由来
キンポウゲ科のキンバイソウ（金梅草）に似て、小型であることから、コキンバイ （小金梅）という。